# Salaberry-de-Valleyfield
Salaberry-de-Valleyfield – miasto w Kanadzie, w prowincji Quebec, w regionie Montérégie i MRC Beauharnois-Salaberry. Miasto położone jest na wyspie na Rzece Świętego Wawrzyńca.
Liczba mieszkańców Salaberry-de-Valleyfield wynosi 39 672. Język francuski jest językiem ojczystym dla 95,5%, angielski dla 2,7% mieszkańców (2006).